# Безумный доктор (мультфильм, 1933)
«Безумный доктор» (англ. The Mad Doctor) — мультфильм о Микки Маусе, выпущенный в 1933 году. Он известен как первое появление главного героя «Безумный доктор» или «Доктор Джонс  XXX», который является главным антагонистом. Это был 52-й короткометражный фильм о Микки Маусе и второй в этом году.

## Сюжет
В центре сюжета — главный герой, безумный ученый, похитивший собаку Микки, Плутон. Микки пытается спасти его, прежде чем врач сможет провести эксперимент: он помещает голову Плутона на тело курицы, чтобы посмотреть, вылупится ли из яйца щенок. Микки пробирается через ловушки и скелеты, прежде чем его наконец ловят и привязывают к столу, где его разрезают циркулярной пилой, заставляя Микки втягивать живот и дрожать. Затем сцена плавно переходит в Микки, спящего в постели, и его внезапно просыпает муха, жужжащая, как пила. Еще не осознавая, что эти события были всего лишь кошмаром, Микки зовет Плутона, который с нетерпением прыгает на кровать Микки с собачьей будкой и цепью, все еще прикрепленной к его ошейнику.

## Роли озвучивали
- Уолт Дисней — Микки Маус
- Пинто Колвиг —Плуто